# Droga krajowa nr 87 (Polska)
Droga krajowa nr 87 – droga krajowa klasy G o długości ok. 28 km, leżąca na obszarze województwa małopolskiego. Trasa ta łączy Nowy Sącz z granicą ze Słowacją w Piwnicznej.

## Historia numeracji
Na przestrzeni lat trasa posiadała różne oznaczenia:

| Numer | Przebieg                                                                   | Lata obowiązywania | Źródło | Uwagi                                                                                    |
| ----- | -------------------------------------------------------------------------- | ------------------ | --- | ---------------------------------------------------------------------------------------- |
| ?     | Nowy Sącz – Stary Sącz – Piwniczna – granica państwa (przejście graniczne) | ? – 14 II 1986     | - Atlas samochodowy Polski 1:500 000. Wyd. IV. Warszawa: Państwowe Przedsiębiorstwo Wydawnictw Kartograficznych, 1965. Brak numerów stron w książce - Samochodowy atlas Polski 1:500 000. Wyd. V. Warszawa: Państwowe Przedsiębiorstwo Wydawnictw Kartograficznych, 1979. ISBN 83-7000-017-7. Brak numerów stron w książce - Samochodowy atlas Polski 1:500 000. Wyd. IX. Warszawa: Państwowe Przedsiębiorstwo Wydawnictw Kartograficznych, 1985. Brak numerów stron w książce    | 1. nieznana numeracja przed 1986 rokiem 2. droga zaznaczana na mapach jako drugorzędna   |
| 969   | Nowy Sącz – Stary Sącz                                                     | 14 II 1986 – 2000  | - Uchwała nr 192 Rady Ministrów z dnia 2 grudnia 1985 r. w sprawie zaliczenia dróg do kategorii dróg krajowych (M.P. z 1986 r. nr 3, poz. 16) - Mapa samochodowa Polski 1:700 000, wyd. 1, Szczecin: Wydawnictwo Kartograficzne KOMPAS, 1996–1997, ISBN 83-904373-2-5. Brak numerów stron w książce - Mapa samochodowa Polski 1:700 000, wyd. II zmienione i poprawione, Szczecin: Wydawnictwo Kartograficzne KOMPAS, 1997–1998, ISBN 83-904373-3-3. Brak numerów stron w książce | droga krajowa, oznaczana na mapach jako dopuszczona do ruchu ciężkiego (do 10 ton na oś) |
| 970   | Stary Sącz – Piwniczna – granica państwa                                   | 14 II 1986 – 2000  | - Uchwała nr 192 Rady Ministrów z dnia 2 grudnia 1985 r. w sprawie zaliczenia dróg do kategorii dróg krajowych (M.P. z 1986 r. nr 3, poz. 16) - Mapa samochodowa Polski 1:700 000, wyd. 1, Szczecin: Wydawnictwo Kartograficzne KOMPAS, 1996–1997, ISBN 83-904373-2-5. Brak numerów stron w książce - Mapa samochodowa Polski 1:700 000, wyd. II zmienione i poprawione, Szczecin: Wydawnictwo Kartograficzne KOMPAS, 1997–1998, ISBN 83-904373-3-3. Brak numerów stron w książce | droga krajowa, oznaczana na mapach jako dopuszczona do ruchu ciężkiego (do 10 ton na oś) |

## Miejscowości leżące na trasie 87
- Nowy Sącz (DK28, DK75)
- Stary Sącz
- Rytro
- Piwniczna-Zdrój